# Liudmila Rogachova
Liudmila Rogachova (Unión Soviética, 30 de octubre de 1966) fue una atleta que representó a la Unión Soviética y al Equipo Unificado, especializada en la prueba de 1500 m en la que llegó a ser subcampeona olímpica en 1992.

## Carrera deportiva
En el Mundial de Tokio 1991 ganó la medalla de bronce en los 1500 metros, con un tiempo de 4:02.72 segundos, llegando a meta tras la argelina Hassiba Boulmerka y su compatriota la también soviética Tetyana Samolenko-Dorovskikh.
Al año siguiente, en las Olimpiadas de Barcelona 1992, representando al Equipo Unificado, ganó la medalla de plata en la misma prueba, llegando a meta tras la argelina Hassiba Boulmerka y por delante de la china Qu Yunxia.